# Ludwig Witthöft
Ludwig Witthöft (* 21. August 1862 in Frankfurt/Main; † 30. Mai 1937 in Berlin) war Königlicher Baurat und Eisenbahningenieur.

## Leben
Ludwig Witthöft wuchs in Frankfurt am Main als Sohn des Büchsenmachers Theodor Wilhelm Witthöft auf. Seine Mutter war Helene Witthöft, geborene Greiss. Er hatte zwei Brüder und eine Schwester. Sein ältester Bruder war der Lehrer Dr. phil. Friedrich Witthöft. Er war katholischer Konfession.
Zwischen 1877 und 1881 besuchte er die Wöhlerschule in Frankfurt/Main. Am 24. September 1881 hielt er, als Abiturient bei der Entlassungsfeier in der Wöhlerschule, einen Vortrag über die „Geschichte der Chemie“. Er hielt diesen „unter lauten Kundgebungen des Beifalls des Auditoriums“.
Im selben Jahr schrieb er sich an der Königlichen Technischen Hochschule in Berlin ein, er studierte Maschinen-Ingenieurwesen bis 1885.
Witthöft nahm am akademischen Leben der Königlichen Hochschule teil. Er war Mitglied des Akademischer Verein Hütte (Berlin) und trug dort zu verschiedenen Anlässen vor. So auch zum 37. Stiftungsfest des Vereins im Juni 1883 „Studiosus Witthöft ließ die alten Herren, insonderheit den Vater des Vereins, Euler, leben, und dieser Dankte in launiger Weise.“ Der Verein Hütte hatte den Charakter einer studentischen Verbindung.
1886 wurde er zum Regierungs-Maschinenbauführer ernannt. Im Jahr 1891 wurde der mittlerweile zum Regierungsbaumeister avancierte Witthöft der Königlichen Preußischen Eisenbahndirektion in Berlin zugewiesen. Im Jahr 1898 schied Witthöft aus dem Staatsdienst aus und wechselte, zeitgleich mit Eisenbahndirektor Hermann Rumschöttel, zur Berliner Maschinenbau AG, vormals L. Schwartzkopff (BMAG).
Ludwig Witthöft wurde von der BMAG mit der Leitung des gesamten Neubaus eines Werkes zum Lokomotivbau und einer Wohnsiedlung für Arbeiter und Angestellte in Wildau betraut. Das Lokomotivwerk in Wildau entstand ab 1898 und wurde am 1. September 1900 in Betrieb genommen. Ludwig Witthöft hatte in Wildau die Stellung eines leitenden Beamten inne, er stand damit an der Spitze der Angestellten bzw. Beamtenschaft des Lokomotivwerkes in Wildau. Er stand im engen Kontakt mit der Unternehmensleitung der BMAG und stimmte sein Handeln eng ab.
Witthöft war Mitglied der Nationalliberale Partei und veranstaltete vor den Reichstagswahlen 1907 eine öffentliche Versammlung in Königs Wusterhausen für „nationale“ Parteien, er verhinderte dabei die Teilnahme von Sozialdemokraten an der Debatte.
Er war Mitglied im Reichsverband gegen die Sozialdemokratie, eines Agitationsverbandes konservativer Parteien. Auch in Wildau war ein Teil der Arbeiter unzufrieden mit den Lebens- und Arbeitsbedingungen und der Entlohnung durch die BMAG. Im Vorwärts, der Tageszeitung der SPD, vom 28. März 1903 wurde von einer Versammlung des Metallarbeiter-Verbandes in Wildau berichtet und von den, als ungerecht bewerteten, Maßnahmen des Betriebsdirektors Witthöft und BMAG. Die Hauptkritikpunkte waren demnach; Mietverträge die bei einer eventuellen Entlassung den Auszug der Arbeiter und ihrer Familien innerhalb von drei Tagen vorsehen, geringe Löhne und massive Überstunden bis zu 100 Stunden pro Woche zusätzlich zum Zehnstundentag, schlechte sanitäre Einrichtungen in den neugebauten Werkshallen. Witthöft selber wurde in dem Artikel für die Entlassung eines Schlossers hart angegangen, diese sei nur erfolgt, weil der Arbeiter für die Metallarbeiter-Krankenkasse geworben hatte.
Im Jahr 1907 verließ Witthöft Wildau und die BMAG und nahm eine Tätigkeit bei Henschel & Sohn in Kassel auf. Im Jahr 1910 wurde Ludwig Witthöft der nichtakademische Titel eines Königlichen Baurats verliehen: „zum Baurat der Betriebsdirektor der Lokomotivfabrik Henschel & Sohn Cassel, Ingenieur Ludwig Witthöft“. Nach 1918 zog sich Witthöft aus der Leitung der Lokomotivfabrik Henschel & Sohn zurück und war offenbar freiberuflich „in allen Richtungen des Maschinenbaues als technischer Ratgeber und Gutachter erfolgreich tätig“, er wohnte ab dieser Zeit in der Gartenstadt Falkenberg, im heutigen Berlin-Bohnsdorf.
Am 23. Januar 1918 wurde er durch die Generalversammlung der Aktionäre in den Aufsichtsrat der Großen Cassler Straßenbahn A.G. gewählt.
Im Jahr 1918 wurde er in den Aufsichtsrat der Orenstein und Koppel AG gewählt. Er wurde in der Nachfolge des verstorbenen Rumschöttel gewählt und blieb bis zu seinem Tod in diesem Gremium.

## Ehrungen
Im Jahr 1917 wurde Ludwig Witthöft als Königlicher Baurat und technischer Direktor der Firma Henschel & Sohn das Verdienstkreuz für Kriegshilfe verliehen außerdem der Rote Adlerorden 4. Klasse.
Im Jahr 2005 wurde die Realschule in Wildau in Ludwig-Witthöft-Oberschule umbenannt. Außerdem tragen in Wildau eine Straße und ein Platz seinen Namen.